# Sinopesa maculata
Espèce
Sinopesa maculata est une espèce d'araignées mygalomorphes de la famille des Nemesiidae.

## Distribution
Cette espèce est endémique de la province de Chiang Mai en Thaïlande,. Elle se rencontre vers 2 300 m d'altitude sur le Doi Inthanon.

## Description
Le mâle holotype mesure 7,7 mm et la femelle paratype 6,6 mm.

## Publication originale
- Raven & Schwendinger, 1995 : Three new mygalomorph spider genera from Thailand and China (Araneae). Memoirs of the Queensland Museum, vol. 38, no 2, p. 623-641 (texte intégral).